# Leonor Martín
Leonor Martín Taibo (Madrid, 1 de agosto de 1989) es una arquitecta y actriz española conocida por interpretar a Cova en la popular serie Física o química.

## Carrera
Leonor Martín debutó en el cine, con la película El penalti más largo del mundo en 2005.
Leonor Martín debutó como actriz en televisión en la serie Física o química en 2008, donde interpretó a Covadonga Ariste Espinel, más conocida como Cova, hasta la tercera temporada como personaje principal. Regresó en la quinta temporada hasta la séptima temporada como personaje recurrente y como personaje invitada.
En 2011 se incorpora a El secreto de Puente Viejo dando vida a Gregoria Casas, la nueva doctora del pueblo.
En cine ha participado a modo de cameo en las películas Muertos de amor y como personaje secundario en En apatía: Secuelas del odio. Además, participó en la película Madrid, above the moon.
En 2015 rodó la serie Aula de castigo.
En 2020 se confirma que la actriz volverá a dar vida a Covadonga Ariste Espinel en Física o químicaː El reencuentro para su plataforma Atresplayer Premium.
En enero de 2021, tras participar en Física o químicaː El reencuentro se anuncia que se incorpora a la serie diaria Acacias 38 para dar vida a Dori Navarro.
En abril de 2022 debutó en televisión como presentadora del programa divulgativo de La 2 Los pilares del tiempo, junto a la también actriz Lidia San José.

## Filmografía

### Cine
| Año  | Película                       | Personaje |
| ---- | ------------------------------ | --------- |
| 2005 | El penalti más largo del mundo | Chica 2   |
| 2013 | Muertos de amor                | Camarera  |
| 2014 | En apatía: secuelas del odio   | Paula     |
| 2016 | Madrid, Above the Moon         | ―         |

### Televisión

#### Series
| Año             | Título                           | Personaje                        |
| --------------- | -------------------------------- | -------------------------------- |
| 2008-2011       | Física o química                 | Covadonga «Cova» Ariste Espinel  |
| 2011-2012; 2014 | El secreto de Puente Viejo       | Dra. Gregoria Casas              |
| 2015            | Aula de castigo                  | Sara                             |
| 2020-2021       | Física o químicaː El reencuentro | Covadonga «Cova» Ariste Espinel  |
| 2021            | Acacias 38                       | Adoración «Dori» Navarro Bellido |
| 2022            | Los protegidos: ADN              | Covadonga «Cova» Ariste Espinel  |

#### Programas
| Año             | Título                 |
| --------------- | ---------------------- |
| 2022 - presente | Los pilares del tiempo |

### Cortometrajes
| Año  | Título                              | Personaje |
| ---- | ----------------------------------- | --------- |
| 2013 | Afterzombies: El fin de los zombies | ―         |
| 2016 | Abuelo                              | Clara     |
| 2017 | Z FEST                              | Ruth      |
| 2022 | Meraki                              | Sara      |